# Lundmark (cráter)
Lundmark es un Cráter de impacto erosionado perteneciente a la cara oculta de la Luna, situado al suroeste del Mare Ingenii, uno de los pocos mares de la cara opuesta. Casi unido al borde exterior suroeste de Lundmark se halla el cráter Koch, y situado al noroeste aparece Jules Verne, inundado  de lava.
Es una formación muy desgastada y dañada, marcada por numerosos cráteres más pequeños tanto en sus costados como en su interior. El cráter satélite Lundmark B invade el borde norte-noreste, y Lundmark D atraviesa el borde oriental. Un grupo de varios cráteres pequeños marca el suelo interior del sudeste, y otra agrupación de impactos se sitúa en el terreno irregular situado entre Lundmark y Koch.

## Cráteres satélite
Por convención estos elementos son identificados en los mapas lunares poniendo la letra en el lado del punto medio del cráter que está más cercano a Lundmark.
|          | \| Lundmark \| Coordenadas \| Diámetro \| \| -------- \| ------------------------------- \| -------- \| \| B \| 37°42′S 153°12′E / -37.7, 153.2 \| 30 km \| \| C \| 35°48′S 155°36′E / -35.8, 155.6 \| 25 km \| \| D \| 38°48′S 154°18′E / -38.8, 154.3 \| 29 km \| \| F \| 39°24′S 157°12′E / -39.4, 157.2 \| 26 km \| \| G \| 40°30′S 155°30′E / -40.5, 155.5 \| 35 km \| |          |
| Lundmark | Coordenadas | Diámetro |
| B        | 37°42′S 153°12′E / -37.7, 153.2 | 30 km    |
| C        | 35°48′S 155°36′E / -35.8, 155.6 | 25 km    |
| D        | 38°48′S 154°18′E / -38.8, 154.3 | 29 km    |
| F        | 39°24′S 157°12′E / -39.4, 157.2 | 26 km    |
| G        | 40°30′S 155°30′E / -40.5, 155.5 | 35 km    |